# Ponte das Aigues-Vertes
A Ponte das Aigues-Vertes fica sobre o rio Ródano no cantão de Genebra na Suíça entre as localidades de Vernier na margem direita e Bernex.
Nas proximidades desta ponte fica o "Instituto Aigues-Vertes" para deficientes mentais.

## Características
Construída por duas pontes separadas em Betão armado, foi edificada  em 1987 durante a construção da autoestrada de desvio de Genebra, um prolongamento da  autoestrada A1. Esta ponte encontra-se entre a trincheira de Chèvres  e o túnel de Vernier.

## Regelo
Pelo facto de se encontras pouco acima de um rio e ser atravessado pela autoestrada A1, condições ideais par o ocorrência de regelo, a ponte está equipada com uma instalação automática de lançamento de salmoura.